# Charles Burney
Charles Burney fue un compositor, musicólogo, organista y clavecinista inglés nacido el 7 de abril de 1726 en Shrewsbury, Shropshire, y fallecido el 12 de abril de 1814 en Chelsea, Londres.

## Biografía
Discípulo del organista Edmund Baker y Thomas Arne, es principalmente conocido por su libro La Historia General de la Música, obra publicada en cuatro volúmenes entre los años 1776 y 1789 mientras viajaba por Italia y Francia. Además publicó otras tres obras importantes: El estado actual de la música en Francia e Italia, El estado actual de la música en Holanda, Alemania y las Provincias Unidas y sus Memorias.
Durante esos viajes por Europa tuvo la oportunidad de conocer a Carl Philipp Emanuel Bach, Johann Christian Bach, Farinelli, Niccolo Jommelli, Jean-Jacques Rousseau, Denis Diderot y Claude Balbastre, entre otros.
Formó parte del Literary Club fundado por Samuel Johnson, Joshua Reynolds, Oliver Goldsmith y David Garrick.
Burney fue padre de la escritora Fanny Burney.

## Obra musical

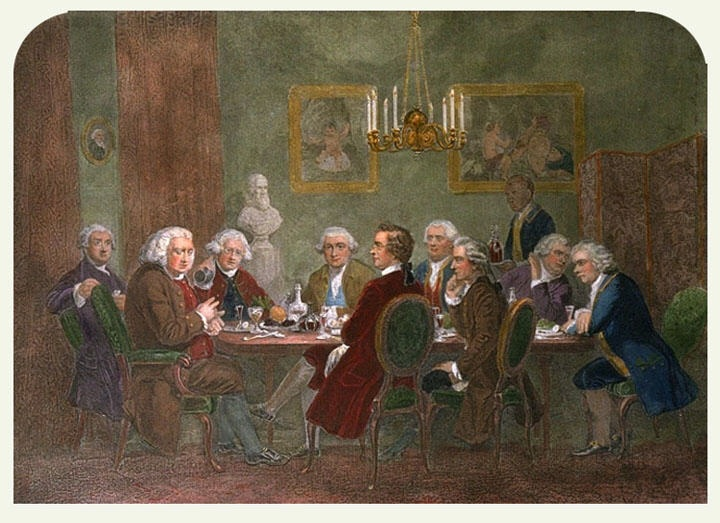
Reunión literaria con Burney.

- Seis sonatas a tres, para dos violines y continuo (1748)
- Seis dúos para flautas alemanas (1754)
- Seis sonatas para dos violines y contrabajo (1759)
- Seis conciertos en siete partes para cuatro violines, tenor, violonchelo y contrabajo (c. 1760)
- Dos clases para clave (1761)
- Dos sonatas para clave o fortepiano con acompañamiento de violín y chelo (c. 1770)
- Seis preludios, interludios y fugas para órgano (c. 1787)
- Doce canciones populares para dos voces en el canon, poesía del Abad Metastasio.
- Tres conciertos para clavecín
- Seis sonatas para clave
- Dos sonatas para pianoforte, violín y chelo
- Una cantata, varios himnos, etc.